# مقاطعة غابيلي
مقاطعة غابيلي (بالصومالية: Degmada Gabiley) إحدى مقاطعات محافظة وقويي جالبيد في أرض الصومال، وعاصمتها غابيلي.

## التركيبة السكانية
يصل إجمالي عدد سكان مقاطعة غابيلي إلى 320.430 نسمة، وتعتبر المقاطعة الأسرع نموًا من حيث عدد السكان في أرض الصومال بسبب أراضيها الخصبة.
يقطن مقاطعة غابيلي عشائر صومالية أبرزها جبريل أبوكر وعبد الله أبوكر من قبيلة سعد موسى المنحدرة من هبر أول، إسحاق.

## البلدات
يعود إنشاء مقاطعة غابيلي إلى 300 عام، وتضم المقاطعة عددا من المدن والقرى.
المدن :
- ألّيبدي
- عربسيو
- غابيلي عاصمة المقاطعة
- حِطينتا
- وجالي
- كلبير
- جيدبلّار

القرى:
- أجبر
- عيل بردالي
- تيسا
- دينجوبالي
- جيد عبيرا
- إجاره
- جميعه
- هرتا جيلي
- هرعداد

## البيئة الزراعية
غالبية الإنتاج الغذائي في أرض الصومال يُصدّر من مقاطعة غابيلي، ويشكل يصل إلى 85٪ من مصادر الغذاء في أرض الصومال، وتتميز المقاطعة بزراعة التفاح والبرتقال والموز والذرة والقمح والشعير والفاصوليا والليمون والبازلاء والفول السوداني والبطاطس والطماطم والبصل والثوم والملفوف والجزر والبطيخ والبابايا والعديد من أنواع الفواكه والخضروات.

## روابط خارجية
- الخريطة الإدارية لمقاطعة غابيلي